# Birgitte de Suède
La princesse Birgitte de Suède, née le 19 janvier 1937 à Stockholm et morte le 4 décembre 2024 à Majorque, est un membre de la famille royale de Suède. Elle est la sœur du roi Charles XVI Gustave.

## Biographie

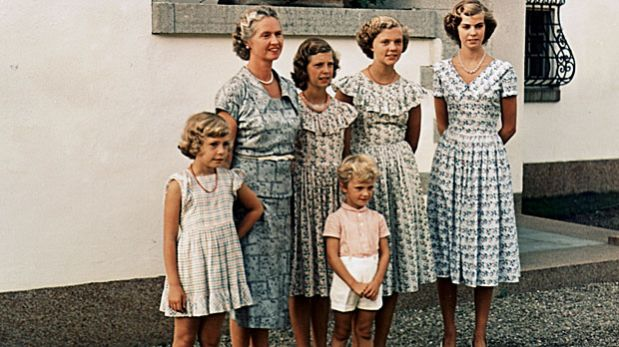
Birgitte, sa mère, ses sœurs et son frère dans les années 1950.

Elle est le second enfant du prince Gustave-Adolphe de Suède, duc de Västerbotten et de la princesse Sibylle de Saxe-Cobourg et Gotha et la petite-fille du roi Gustave VI de Suède. Elle est la sœur de la princesse Margaretha, de la princesse Désirée, baronne Silfverschiöld, et de la princesse Christina.
La princesse est membre honoraire de la Royal Golf Society. Elle assume cette responsabilité après le décès de son oncle, le prince Bertil, en 1997.
Birgitte de Suède participe chaque année à la fête de la Sainte-Lucie et la considère comme une fête nationale en Suède.
La princesse, avec son mari et ses enfants, a été invitée au mariage de sa nièce, la princesse héritière Victoria, et de Daniel Westling en 2010.
Le 4 décembre 2024, un communiqué de la Cour annonce son décès à l'âge de 87 ans.

## Mariage et descendance
Le 15 décembre 1960, son mariage avec le prince Jean Georges de Hohenzollern (1932-2016), est annoncé. La cérémonie civile a lieu au palais royal de Stockholm le 25 mai 1961, et la religieuse les 30 mai et 31 juillet 1961. Le couple a trois enfants :
- le prince Carl Christian de Hohenzollern (Munich, Bavière, Allemagne, 5 avril 1962). Il épouse le 8 juillet 1999 (civilement), à Munich, et le 26 juillet 1999 (religieusement), à Kreuzpullach, Nicole Helene Neschitsch [Nešić] (Munich, 22 janvier 1968), dont un enfant dynaste portant le prédicat d'altesse sérénissime :
  - le prince Nicolas Johann Georg Maria de Hohenzollern (22 novembre 1999) ;
- la princesse Désirée de Hohenzollern (Munich, Allemagne, 27 novembre 1963). Elle se marie en premières noces, le 6 octobre 1990, à Hechingen, à Heinrich Franz Josef Georg Maria, comte héréditaire d'Ortenburg (Bamberg, 11 octobre 1956), dont elle divorce en 2002, et épouse en secondes noces, le 27 novembre 2004, Eckbert von Bohlen und Halbach (né en 1956), sans descendance. Elle a, de son premier mariage, trois enfants :
  - le comte Carl-Theodor Georg Philipp Maria af Ortenburg (Allemagne, 21 février 1992), comte héréditaire ;
  - le comte Frederik Hubertus Ferdinand Maria af Ortenburg (7 février 1995) ;
  - la comtesse Carolina Maria Franziska Christina Stephanie af Ortenburg (23 mars 1997) ;
- le prince Hubertus de Hohenzollern (Munich, Allemagne, 10 juin 1966). Il épouse civilement le 10 juillet 2000, à Grünwald en Bavière, et religieusement le 23 septembre 2000, à Palma en Espagne, Uta Maria König (née le 25 février 1964), dont deux enfants portant le prédicat d'altesse sérénissime :
  - le prince Lennart Carl Christian de Hohenzollern (10 janvier 2001 - 14 janvier 2001) ;
  - la princesse Vivianne de Hohenzollern (mai 2009).

Le prince Johann Georg et la princesse Birgitte vivent séparément à partir de 1990 et ne se rencontrent que lors de cérémonies officielles.

## Titulature
- 19 janvier 1937 – 25 mai 1961 : Son Altesse Royale la princesse Birgitte de Suède.
- 25 mai 1961 – 4 décembre 2024 : Son Altesse Royale la princesse Birgitte de Suède et de Hohenzollern.